# Паури-Гархвал
Паури-Гархвал (англ. Pauri Garhwal) — округ в индийском штате Уттаракханд в регионе Гархвал. Граничит с округами Хардвар, Дехрадун, Тихри-Гархвал, Рудрапраяг, Чамоли, Алмора и Найнитал. На юге также имеет границу с округом Биджнор штата Уттар-Прадеш. Административный центр округа — Паури.
Согласно всеиндийской переписи 2001 года, население округа составляло 697 078 человек, из них индуистов — 673 471, мусульман — 20 157 (2,89 %) и христиан — 1915 человек.